# فرانسوا فيلدمان
فرانسوا فيلدمان (بالفرنسية: François Feldman)‏ هو مغني ومغن مؤلف فرنسي، ولد في 23 مايو 1958 في باريس في فرنسا.

## وصلات خارجية
- الموقع الرسمي
- فرنسوا فيلدمان على موقع IMDb (الإنجليزية)
- فرنسوا فيلدمان على موقع ألو سيني (الفرنسية)
- فرنسوا فيلدمان على موقع ميوزك برينز (الإنجليزية)
- فرنسوا فيلدمان على موقع أول ميوزيك (الإنجليزية)
- فرنسوا فيلدمان على موقع ديسكوغز (الإنجليزية)
- فرنسوا فيلدمان على موقع قاعدة بيانات الفيلم (الإنجليزية)
- فرنسوا فيلدمان على موقع كينوبويسك (الروسية)